# مايك هابارد
مايك هابارد (بالإنجليزية: Mike Hubbard)‏ هو لاعب كرة قاعدة أمريكي، ولد في 16 فبراير 1971 في لينشبرغ في الولايات المتحدة.

## وصلات خارجية
- مايك هابارد على موقعبيزبول رفرنس.كوم (الدوري الرئيسي) (الإنجليزية)
- مايك هابارد على موقعبيزبول رفرنس.كوم (الدوري الثانوي) (الإنجليزية)